# Top Secret Rosies: The Female "Computers" of WWII
Top Secret Rosies: The Female "Computers" of WWII és una pel·lícula documental de l'any 2010 dirigida per LeAnn Erickson. La pel·lícula està enfocada a reconèixer les contribucions de les dones durant la Segona Guerra Mundial, servint de calculadores humanes, sis de les quals van programar un dels primers equips, l'ENIAC. El seu treball va ajudar els Estats Units a millorar la precisió de les armes, ja que la majoria de les anàlisis balístiques es van realitzar a partir d'aquests càlculs. La pel·lícula es va estrenar oficialment l’1 de novembre a PBS.

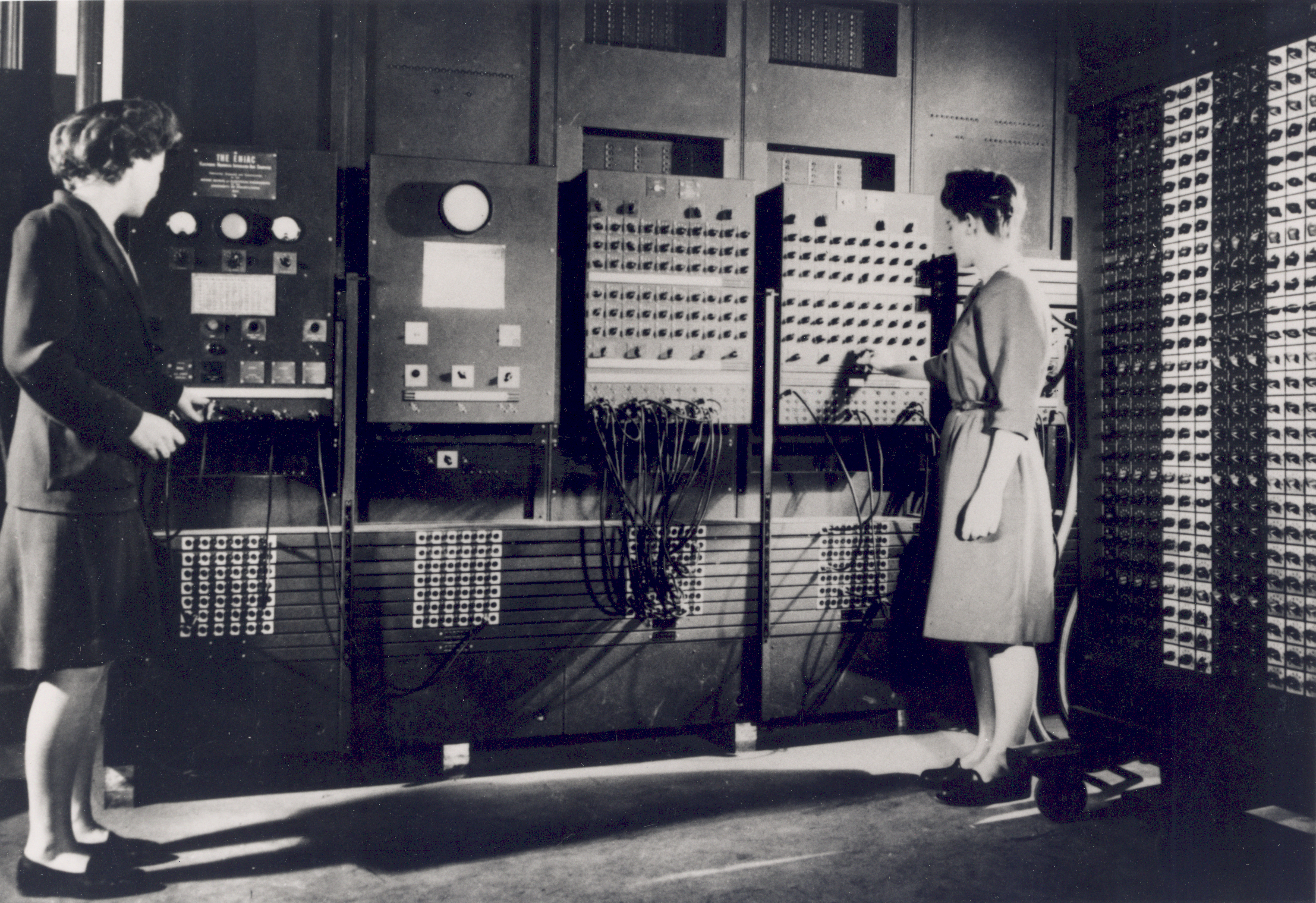
Dues dones que operaven el tauler de control principal de l’ENIAC mentre la màquina encara estava ubicada a l'escola Moore. "Foto de l'exèrcit dels EUA" dels arxius de la biblioteca tècnica ARL. Esquerra: Betty Jennings (Sra. Bartik), dreta: Frances Bilas (Sra. Spence).

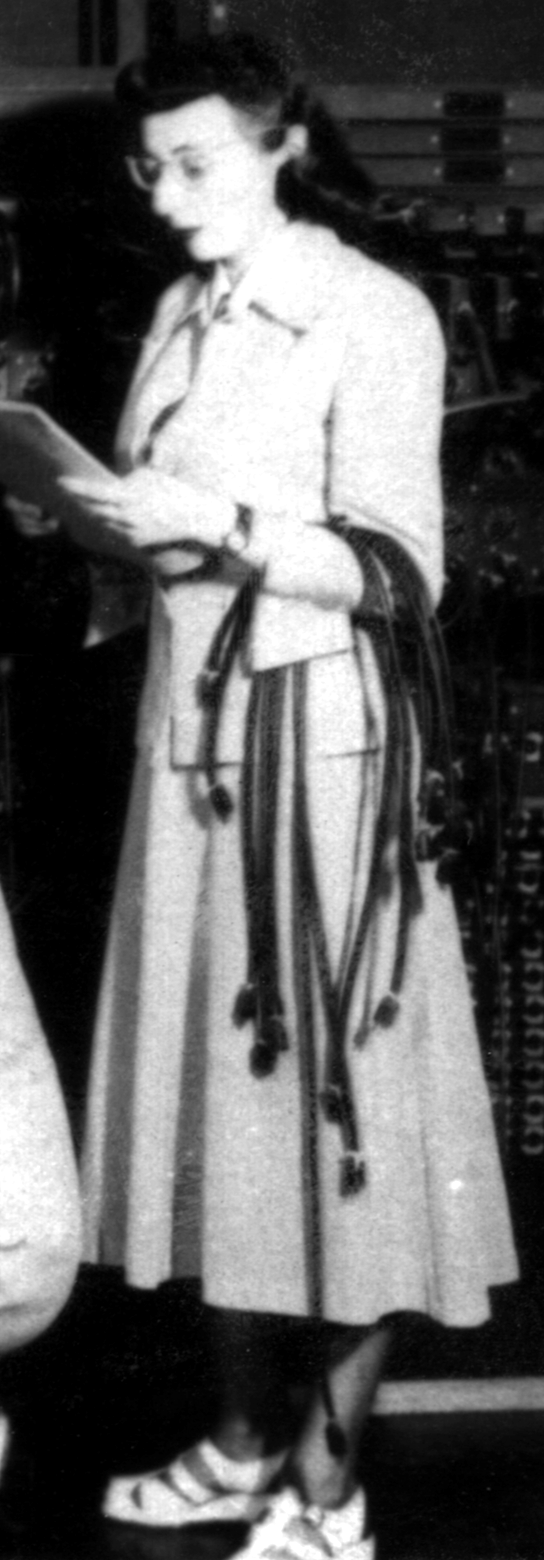
Marilyn Meltzer treballant a l'ENIAC (1946)

## Història
Aleshores, als anys quaranta, quan aquestes dones feien aquesta feina, es considerava classificada; a més, els contemporanis consideraven que la programació era una tasca clerical. Per això i per la seva invisibilitat durant la cobertura mediàtica d’ENIAC, la feina d’aquestes dones era en gran part desconeguda. Herman Goldstine va seleccionar les programadores entre dones que havien estat calculant taules de balística amb calculadores de taula i un analitzador diferencial abans i durant el desenvolupament d’ENIAC. Sota la direcció de Herman i Adele Goldstine, les programadores van estudiar els plànols i l'estructura física d'ENIAC per determinar com manipular els seus commutadors i cables, en lloc d'aprendre un llenguatge de programació, que encara no s'havia inventat. Segons Jamie Gumbrecht en un article de CNN:
Van prendre les seves cartes perforades com a records. Havien ensenyat a la màquina massiva a fer matemàtiques que haurien trigat hores a mà. […] Però el seu treball durant la guerra va ser poc conegut, no es reconegué o es va deixar fora de les històries oficials de la guerra i el desenvolupament de les computadores.
La pel·lícula se centrà en les contribucions de diverses dones, concretament les bessones Blumberg, Doris Polsky (nascuda Blumberg) i Shirley Melvin (nascuda Blumberg); Marlyn Meltzer (nata Wescoff); i Jean Bartik (també coneguda com Billie Jean Jennings). Kathleen Antonelli (nascuda McNulty) és una altra programadora informàtica ENIAC reconeguda a la pel·lícula. S’ha impartit àmpliament a les escoles i universitats i s’acredita per haver reconegut les contribucions poc conegudes de les dones treballadores en tecnologia classificades durant la Segona Guerra Mundial i posar aquesta història a l’abast del públic ampli. En la publicació de l'Associació Americana de Dones Universitàries (AAUW), Erickson va afirmar que la pel·lícula es troba en més de 500 biblioteques de tot el món.
El 2015 la pel·lícula es va adaptar per a l'iPad en una aplicació de llibres interactiva, The Computer Wore Heels. L’aplicació permet als usuaris seguir figures clau de la pel·lícula i posa en relleu qüestions socials, l'experiència del dia a dia o els llargs canvis de treball i el context de guerra.

## Recepció
La pel·lícula ha rebut crítiques molt positives, principalment entre les organitzacions educatives o bibliotecàries.

En la seva crítica de la pel·lícula, l'Associació Matemàtica d'Amèrica va escriure:
Aquesta història té un enorme valor en els cursos d’estudis sobre dones, la història de la informàtica i la tecnologia, la història de la Segona Guerra Mundial i la història de les matemàtiques. […] Afortunadament, el vídeo es va fer en poc temps, ja que dues de les dones entrevistades van morir des que es va fer.
La professora emèrita de matemàtiques de la Universitat de Marymount, Judy Green, va discutir amb la pel·lícula, però, per la seva visió limitada de la història, suggerint que l’abast narratiu esbiaixava la història de les dones en matemàtiques:
Tot i que les coses actuals són millors per a les dones, les matemàtiques i altres, que les dels anys quaranta, va passar un bon temps perquè les dones d’aquesta pel·lícula fossin reconegudes. Tot i això, molts poden sortir de la pel·lícula pensant que abans de la Segona Guerra Mundial les dones no només no treballaven com a ordinadors o matemàtiques, sinó que també es pensaven incapaces de fer aquest treball. En escoltar les quatre roses, es té la impressió que mai no van entrar en la ment aquests pensaments.